# NGC 1724
NGC 1724 est constitué d'un groupe étoiles situé dans la constellation du Cocher. L'astronome allemand George Rümker a enregistré la position de ce groupe d'étoiles le 30 avril 1864.